# Sana (Mali)
Pour les articles homonymes, voir Sana.
Sana est une commune du Mali, dans le cercle de Macina et la région de Ségou.